# Microphyllium pusillulum
Microphyllium pusillulum är en insektsart som först beskrevs av Rehn, J.A.G. och J.W.H. Rehn 1934.  Microphyllium pusillulum ingår i släktet Microphyllium och familjen Phylliidae. Inga underarter finns listade i Catalogue of Life.